# Crookston (Nebraska)
Crookston est un village du comté de Cherry, dans l'État du Nebraska, aux États-Unis. En 2020, il comptait une population de 71 habitants.